# Centre national de danse contemporaine

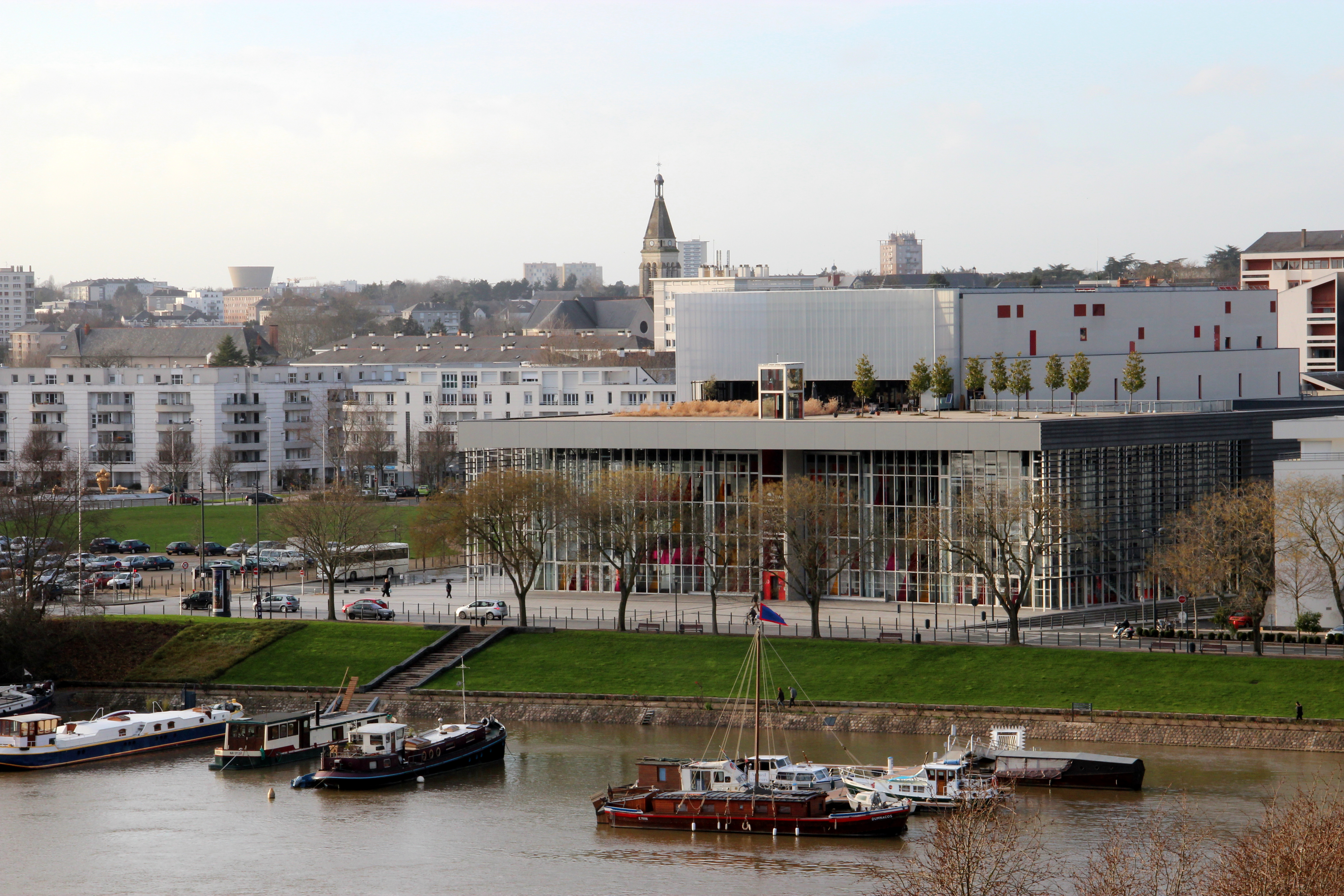
Le Quai, espace culturel d'Angers abritant le CNDC.

Le Centre national de danse contemporaine (CNDC) est une institution destinée à la promotion et l'enseignement de la danse contemporaine, créée à Angers en 1978. Il fait partie des centres chorégraphiques nationaux français.

## Historique
Le Centre national de danse contemporaine a été créé en janvier 1978 à l’initiative du ministère de la Culture et de la ville d’Angers pour succéder au Ballet Théâtre Contemporain installé à Angers depuis 1972. Conçu à la fois comme une école de chorégraphes et comme le siège d’une compagnie permanente, le Centre national de danse contemporaine est dirigé par Alwin Nikolais pendant trois ans.
Lorsque Viola Farber lui succède en 1981, elle constitue une nouvelle compagnie et inaugure un programme de formation pédagogique.
En avril 1984, sous la direction de Michel Reilhac, le Cndc forme toujours des danseurs et danseuses interprètes, et des professeurs. Il n’abrite cependant plus de compagnie permanente mais sert de plateforme de production au travers de résidences artistiques. C’est ainsi que Merce Cunningham et sa compagnie inaugurent le grand studio Bodinier et que se succèdent dans ses murs des personnalités telles que Maguy Marin, Dominique Bagouet, Philippe Decouflé, Trisha Brown…
En avril 1988, Nadia Croquet est nommée directrice. Elle continue de développer une politique visant à soutenir la création, avec une ouverture plus spécifique sur l’Europe.
En janvier 1993, Joëlle Bouvier et Régis Obadia sont nommés directeurs artistiques.
Devenu centre chorégraphique national (CCN) dans les années 90, le Cndc renforce sa mission de pôle chorégraphique grâce à la production de spectacles tout en poursuivant sa mission de formation.
De 2004 à 2012, le Cndc est placé sous la direction de la chorégraphe Emmanuelle Huynh. En janvier 2013, Robert Swinston lui succède.
Depuis le 1er juillet 2020, le Cndc est dirigé par le chorégraphe Noé Soulier. Il y développe une démarche artistique où les dimensions corporelles et conceptuelles sont en interaction constante. Cette pensée chorégraphique est au cœur de son projet qui unit les différentes missions du Cndc : création, pédagogie et programmation.
L’installation en mai 2007 du Cndc au Quai, espace de création, de spectacles et de rencontres, a contribué au développement de la culture chorégraphique à Angers, notamment au travers d’une large saison de programmation danse.
Le CNDC est un lieu de création artistique et d'enseignement. Parmi les créateurs, quelques personnalités célèbres ont fréquenté le CNDC, telles que Maguy Marin, Merce Cunningham, Régine Chopinot, Odile Duboc, Dominique Bagouet, Mathilde Monnier, Jean-François Duroure, Édouard Lock, Paul-André Fortier, Hervé Robbe, Philippe Decouflé, Catherine Diverrès, Bernardo Montet, Daniel Larrieu, Trisha Brown, Wim Vandekeybus, Lenio Kaklea…

## Direction artistique
- 1978-1981 : Alwin Nikolais ;
- 1981-1984 : Viola Farber ;
- 1984-1988 : Michel Reilhac ;
- 1988-1992 : Nadia Croquet ;
- 1993-2003 : Joëlle Bouvier et Régis Obadia ;
- 2004-2012: Emmanuelle Huynh ;
- 2012-2020 : Robert Swinston ;
- 2020- : Noé Soulier.

## Partenariats
Les partenaires du Centre national de danse contemporaine :
- Le ministère de la Culture ;
- La DRAC de la région des Pays de la Loire ;
- La ville d'Angers ;
- Le conseil régional des Pays de la Loire ;
- Le conseil général de Maine-et-Loire.